# ناحیه کشنگ
ناحیه کشنگ (به لاتین: Kecheng District) یک منطقهٔ مسکونی در چین است که در کوجاو واقع شده‌است.